# Bart Cham Dao

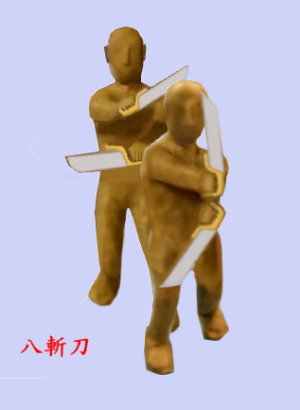

Bart Cham Dao, cioè Coltelli degli Otto Tagli (八斬刀T, 八斩刀S,  bāzhǎndāo P,  pa chan tao W) (in Cantonese baat jaam dou) è il nome di una sequenza con armi del Wing Chun. Questa sequenza si compone di otto parti in cui vengono allenate le varie manovre di attacco e di difesa.
Si esegue maneggiando una coppia di spade farfalla (蝴蝶刀T, 蝴蝶刀S,  húdiédāo P,  hu tie tao W) (in Cantonese wuh dihp dou), che sono armi con un corpo di circa 40 cm di lunghezza.

## Le origini
Secondo Dan Knight esisterebbero due ipotesi più o meno leggendarie sull'origine di queste particolari armi: 
- esse sarebbero state utilizzate e trasmesse dai monaci del Tempio Shaolin, ma Dan Knight stesso fa notare che questa è una storia che non trova alcun riscontro storico;
- esse proverrebbero da altri stili delle aree limitrofe a quella dove si è sviluppato il Wing Chun, in particolare dalla Gru Bianca del Fujian.

## Le tecniche
Leung Ting riporta otto tecniche:
- figura delle lame che premono (夾刀式T, 夹刀式S,  jiādāoshì P,  chia tao shi W , in Cantonese gaap dou sik);
- lame a ideogramma èr (二字刀T, 二字刀S,  èrzìdāo P,  er tzu tao W , in Cantonese yih jih dou);
- lame feroci in alto e in basso (上下撊刀T, 上下撊刀S,  shangxiaxiàndāo P,  shang hsia hsian tao W , in Cantonese seuhng hah gang dou);
- lame che ruotano le ali (滾膀刀T, 滚膀刀S,  gǔnbǎngdāo P,  kun pang tao W , in Cantonese kwan bong dou);
- lame che si occupano della via (問路刀T, 问路刀S,  wènlùdāo P,  wen lu tao W , in Cantonese mahn louh dou);
- lame a ideogramma yī (一字刀T, 一字刀S,  yīzìdāo P,  i tzu tao W , in Cantonese yat jih dou);
- lame alla fine delle maniche (袖底刀T, 袖底刀S,  xiùdǐdāo P,  hsiu ti tao W , in Cantonese jauh dai dou);
- lame a ideogramma shí (cioè a croce) (十字刀T, 十字刀S,  shízìdāo P,  shih tzu tao W , in Cantonese sahp jih dou).

Lǐ Dōngbīn elenca solo quattro tecniche che coincidono con quattro di quelle descritte da Leung ting : 
- lame che ruotano le ali ;
- lame a ideogramma yī;
- lame alla fine delle maniche;
- lame che si occupano delle mani (問手刀T, 问手刀S,  wènshǒudāo P,  wen shou tao W , in Cantonese mahn sau dou) che con nome differente è la stessa di lame che si occupano della via .